# مارتین وال
مارتین هنریکسن وال (۱۰ اکتبر ۱۷۴۹–۲۴ دسامبر ۱۸۰۴) یک گیاه‌شناس و جانورشناس دانمارکی- نروژی بود.

## زندگی‌نامه
مارتین وال در برگن نروژ به دنیا آمد. پدر وی یک ناخدا و بازرگان، با نام هنریش راسموسن (۱۷۲۰–۱۷۹۴) و مادر وی زنی با نام کریستین الیزابت فریس (۱۷۲۶–۱۷۶۵) بود. مارتین وال، خود در تاریخ ۱۷ دسامبر ۱۷۸۸ با زنی با نام آنیکن دوروتی ازدواج کرد.
مارتین وال، ابتدا در مدرسه کلیسای جامع برگن، تحصیل کرد. سپس تحصیلات خود را در دانشگاه کپنهاگ و در دانشگاه اوپسالا زیر نظر کارل لینه در رشتهٔ گیاهشناسی ادامه داد. از جمله فعالیت‌های علمی و فرهنگی او مشارکت در ویرایش اطلس گیاه‌شناسی فلورا دانیکابوده‌است.
مارتین وال، از سال ۱۷۷۹ تا ۱۷۸۲ در باغ گیاه‌شناسی دانشگاه کپنهاگ، جلسات درس و سخنرانی برگزار می‌کرده‌است.
وی بین سالهای ۱۷۸۳ و ۱۱۷۸۸ چندین سفر تحقیقاتی در اروپا و شمال آفریقا انجام داد. در سال ۱۷۸۶ استاد انجمن تاریخ طبیعی در دانشگاه کپنهاگ شد و از سال ۱۸۰۱ تا زمان مرگ در مقام استاد رسمی گیاه‌شناسی بود.
در سال ۱۷۹۲، مارتین وال، به عنوان یک عضو خارجی آکادمی سلطنتی علوم سوئد انتخاب شد. وی در ۵۵ سالگی در کپنهاگ، دانمارک درگذشت. پسرش ینس وال نیز یک گیاه‌شناس بود.

## یادداشت
1. ↑  به انگلیسی: Martin Henrichsen Vahl